# Волица (Мехувский повет)
Воли́ца (пол. Wolica) — село в Польше в сельской гмине Козлув Мехувского повета Малопольского воеводства.
Село располагается в 5 км от административного центра гмины села Козлув, в 15 км от административного центра повета города Мехув и в 49 км от административного центра воеводства города Краков.
В 1975—1998 годах село входило в состав Келецкого воеводства.